# Euxootera panconita
Euxootera panconita är en fjärilsart som beskrevs av Fletcher 1963. Euxootera panconita ingår i släktet Euxootera och familjen nattflyn. Inga underarter finns listade i Catalogue of Life.